# Samuel Stritch
Samuel Alphonsius Stritch (17 de agosto de 1887 - 27 de mayo de 1958) fue un cardenal estadounidense de la Iglesia católica. Se desempeñó como arzobispo de la Arquidiócesis de Chicago de 1940 a 1958 y como prefecto de la Sagrada Congregación para la Propagación de la Fe desde marzo de 1958 hasta su muerte dos meses después. Fue elevado al cardenalato por el Papa Pío XII en 1946.

## Temprana edad y educación
Samuel Stritch nació en Nashville, Tennessee, hijo de Garret (1841–1896) y Katherine (de soltera O'Malley) Stritch. Su madre emigró a los Estados Unidos desde Irlanda con sus padres a una edad temprana y se instaló en Louisville, Kentucky, donde la familia tenía una pensión. Su padre llegó a Louisville desde Dublín en 1879, se embarcó con los O'Malley y se casó con Katherine en 1880. Garret luego trabajó como gerente de Sycamore Mills, una subsidiaria de DuPont, en Nashville. Samuel, el segundo más joven de ocho hermanos, tenía dos hermanos y cinco hermanas y asistían a la Iglesia de la Asunción.
Considerado como un niño prodigio, terminó la escuela primaria a los 10 años y la secundaria a los 14. En 1901, ingresó al Seminario Preparatorio de San Gregorio en Cincinnati, Ohio, de donde obtuvo una licenciatura en Artes en 1903. El obispo Thomas Sebastian Byrne envió a Stritch a estudiar en el Pontificio Ateneo Urbaniano De Propaganda Fide en Roma, donde residió en el Pontificio Colegio Norteamericano. Más tarde obtuvo sus doctorados en filosofía y teología. Mientras estaba en Roma, también se hizo amigo de Eugenio Pacelli, quien más tarde se convirtió en el Papa Pío XII. 

## Sacerdocio
Stritch fue ordenado sacerdote por el cardenal Pietro Respighi el 21 de mayo de 1910 en la Basílica de Letrán. A los 22 años, estaba por debajo del requisito de edad para la ordenación, pero el Papa Pío X le concedió una dispensa, quien dijo: "[Stritch] es joven en años pero mayor en inteligencia. Que sea ordenado " 
Al regresar a los Estados Unidos, realizó trabajo pastoral en la Diócesis de Nashville. Se desempeñó como párroco de la Iglesia de San Patricio en Memphis desde 1911 hasta 1913, de donde se convirtió en secretario privado del obispo Byrne. Stritch fue nombrado canciller diocesano en marzo de 1917 y Prelado doméstico de Su Santidad el 10 de mayo de 1921.

## Carrera episcopal

### Obispo de Toledo
El 10 de agosto de 1921, Stritch fue nombrado segundo obispo de Toledo, Ohio, por el Papa Benedicto XV. Recibió su consagración episcopal el 30 de noviembre siguiente de manos del arzobispo Henry K. Moeller, con los obispos John Baptist Morris y Thomas Edmund Molloy como co-consagradores. A los 34 años, era el obispo más joven de los Estados Unidos en ese momento.
Durante su mandato en Toledo, Stritch estableció el Mary Manse College en 1922 e incorporó las organizaciones benéficas católicas diocesanas en 1923. También supervisó el inicio de la construcción de la Catedral del Santo Rosario, cuya primera piedra fue colocada por el cardenal János Csernoch en 1926.
Mientras estuvo en Toledo, Stritch presidió la confirmación de Danny Thomas. Stritch guiaría a Thomas durante toda su vida y lo instaría a ubicar el Hospital de Investigación Infantil St. Jude en Memphis.

### Arzobispo de Milwaukee
Tras la muerte de Sebastian Gebhard Messmer, Stritch fue nombrado quinto arzobispo de Milwaukee, Wisconsin, el 26 de agosto de 1930. Sufrió períodos de depresión al principio de su mandato, pero se unió a los sentimientos de optimismo en todo el país con la elección de Franklin D. Roosevelt en 1932. Stritch participó activamente en la prestación de apoyo a las víctimas de la Gran Depresión. Fue a causa de la Depresión que se negó a restaurar la Catedral de San Juan Evangelista, que fue gravemente dañada por un incendio en 1935, o el Seminario San Francisco.
Stritch fue un defensor de la Acción Católica y la Organización de la Juventud Católica. Un oponente del controvertido Rev. Charles Coughlin, una vez escribió una carta a un rabino de Milwaukee en la que, haciendo una referencia implícita a Coughlin, el arzobispo reprendió a quienes "ganan y mantienen una audiencia popular, se degradan y abusan de la confianza depositada en ellos citando mal, citando a medias, e insinuando verdades a medias ". En noviembre de 1939, fue elegido presidente de la Conferencia Nacional de Bienestar Católico, predecesora de la Conferencia de Obispos Católicos de los Estados Unidos. También se desempeñó como vicecanciller de la Extension Society.

### Arzobispo de Chicago
A pesar de las protestas de Stritch, Papa Pío XII lo nombró cuarto arzobispo de Chicago, Illinois, el 27 de diciembre de 1939. Sucediendo al fallecido cardenal George Mundelein, Stritch fue instalado formalmente el 3 de enero de 1940. Fue la elección personal del Delegado Apostólico Amleto Giovanni Cicognani para el cargo, aunque se decía que el presidente Roosevelt había querido al obispo Bernard James Sheil en su lugar.
Pío XII lo nombró cardenal presbítero de Santa Inés de Extramuros en el consistorio del 18 de febrero de 1946. Como arzobispo, Stritch supervisó el establecimiento del primer capítulo estadounidense de la organización Opus Dei, el lanzamiento del Movimiento de Familia Cristiana y un acercamiento a la comunidad puertorriqueña.
El 21 de julio de 1952, pronunció la invocación en la sesión inaugural de la Convención Nacional Demócrata de 1952, diciendo "Hoy enfrentamos una crisis tan grave como la de Valley Forge". Pidió protección divina contra "la agresión de aquellos dentro y fuera de los sistemas políticos esclavizantes sin Dios y de aquellos que, consciente o inconscientemente, buscan quitarnos nuestras libertades mediante su defensa del materialismo y el humanismo ateo".
En julio de 1954, emitió una carta pastoral exhortando a los católicos de Illinois a abstenerse de la asamblea del Consejo Mundial de Iglesias en Evanston, escribiendo: "La Iglesia Católica no... entra en ninguna organización en la que se sienten los delegados de muchas sectas. en consejo o conferencia como iguales... Ella no permite que sus hijos participen en ninguna actividad... basada en la falsa suposición de que los católicos romanos, también, todavía están buscando la verdad de Cristo, "para consternación de varias figuras protestantes y ecuménicas. Sin embargo, a principios de 1943, Stritch asistió a un programa de paz organizado por líderes protestantes, católicos, ortodoxos orientales y judíos.

### Pro-prefecto de la Congregación para la Propagación de la Fe
El 1 de marzo de 1958, fue nombrado pro - prefecto de la Sagrada Congregación para la Propagación de la Fe, convirtiéndose así en el primer estadounidense en encabezar un dicasterio de la Curia Romana. Como prefecto, Stritch dirigió los esfuerzos misioneros de la Iglesia. En mayo de ese mismo año, un coágulo de sangre requirió la amputación del brazo derecho del cardenal por encima del codo. Tras la operación, sufrió un derrame cerebral el 19 de mayo y falleció ocho días después en Roma, a los 70 años.
Después de permanecer en estado en el North American College y en la Catedral del Santo Nombre en Chicago, fue enterrado en el Mausoleo de los Obispos en el Cementerio Mount Carmel en Hillside, Illinois, el 3 de junio.

## Familia
La artista Elaine Stritch fue su prima segunda. 

## Legado
La Universidad Cardinal Stritch en Milwaukee lleva su nombre, igual que la Escuela secundaria Cardinal Stritch en Oregón, Ohio, una antigua escuela secundaria y preparatoria en Keokuk, Iowa, la Escuela de Medicina Stritch en la Universidad de Loyola Chicago, y la Asamblea de 4.º Grado de Caballeros de Colón, Asamblea del Cardenal Samuel Stritch # 205.